# Antîpivka, Zolotonoșa
Antîpivka (în ucraineană Антипівка) este localitatea de reședință a comunei Antîpivka din raionul Zolotonoșa, regiunea Cerkasî, Ucraina. În secolul al XIX-lea, satul făcea parte din volostul Zolotonoșa, uezdul Zolotonoșa.

## Demografie
Componența lingvistică a localității Antîpivka
     Ucraineană (96,76%)
     Rusă (3,01%)
     Alte limbi (0,23%)
Conform recensământului din 2001, majoritatea populației localității Antîpivka era vorbitoare de ucraineană (96,76%), existând în minoritate și vorbitori de rusă (3,01%).